# Dopad neznámého tělesa na Jupiter roku 2009

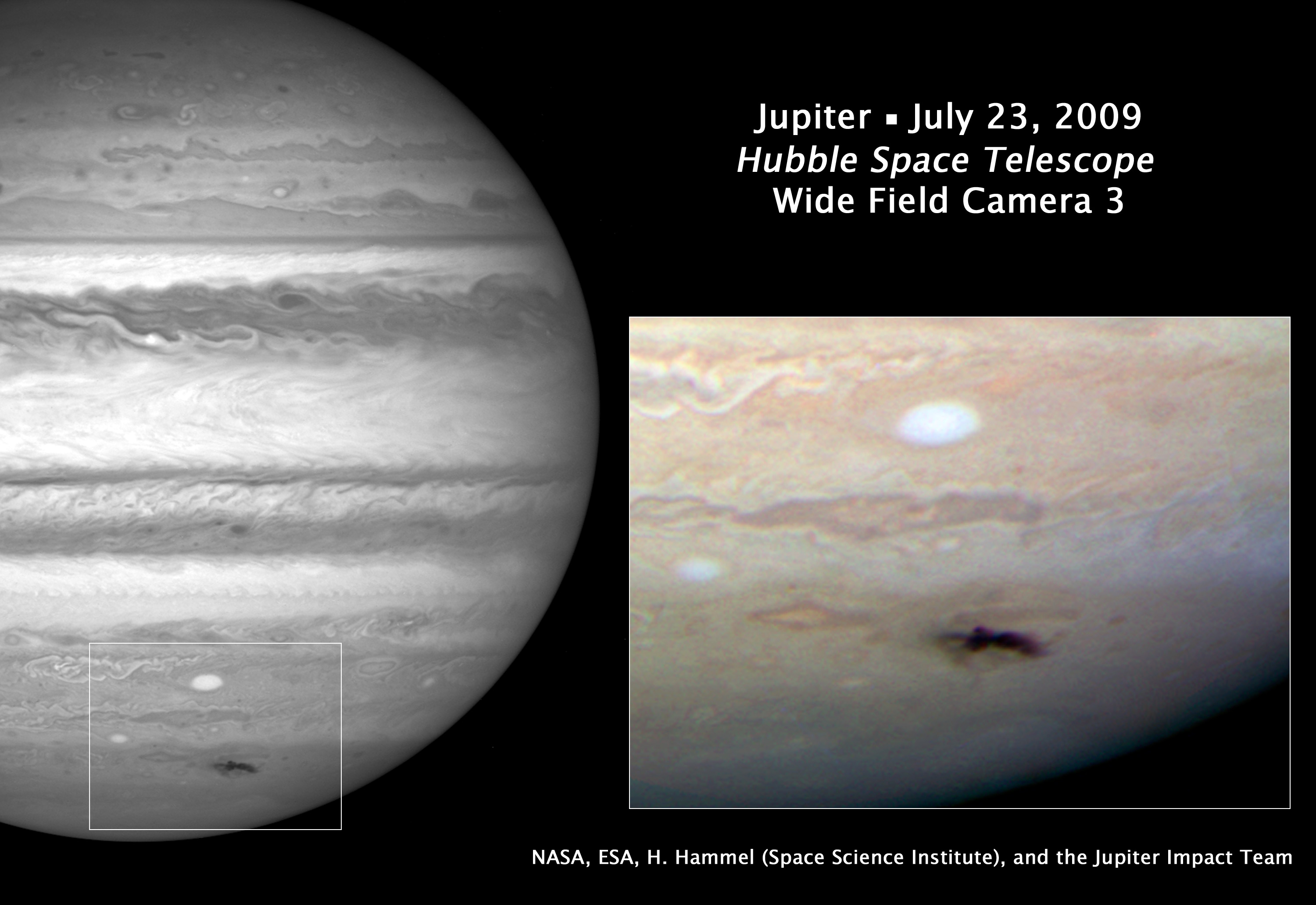
Snímek z Hubblova vesmírného dalekohledu z 23. července 2009 zachycující skvrnu, která v té době již dosáhla délky asi 8000 kilometrů

Roku 2009 byla na Jupiteru zaznamenána tzv. impaktní skvrna, která byla zřejmě pozůstatkem po nárazu menšího vesmírného tělesa. Skvrna měla rozlohu asi 190 milionů km², takže byla svými rozměry srovnatelná s Jupiterovou malou rudou skvrnou či s pozemským Tichým oceánem. Dopadnuvší těleso však mělo pravděpodobně průměr pouze několika set metrů.

## Objev

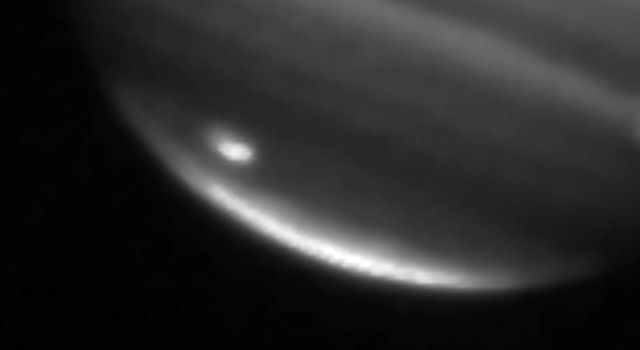
Snímek impaktu v infračerveném oboru spektra zachycený dalekohledem IRTF na Havaji

19. července 2009 přibližně ve 13:30 UTC (15:30 našeho času) zaznamenal skvrnu v atmosféře Jupiteru australský amatérský astronom Anthony Wesley. Stalo se tak téměř přesně 15 let po srážce Jupiteru s kometou Shoemaker-Levy 9. Wesley toho dne pozoroval ze své domácí observatoře kousek od malé vesnice Murrumbateman v Novém Jižním Walesu, a to pomocí zrcadlového dalekohledu o průměru 36,8 cm vybaveného nízkosvětelnou videokamerou. Na rozdíl od dopadu komety Shoemaker-Levy 9 byly tentokrát pozorovány také známky přítomnosti uhlovodíků, křemičitanů a oxidu křemičitého. Naopak nebyl pozorován žádný oxid uhelnatý a sloupec vzniklý po výbuchu dosáhl menší výšky.
Wesley se nejprve domníval, že se jedná o běžnou tmavou polární bouři, ale pak si všiml, že není jen tmavá, ale skutečně černá, a to i při pozorování na různých vlnových délkách. Na snímku, který pořídil o dva dny dříve, žádná taková skvrna nebyla. E-mailem informoval další astronomy, včetně centra Jet Propulsion Laboratory v Pasadeně v Kalifornii.

## Další pozorování
Americký astronom Paul Kalas se svými spolupracovníky objev potvrdili. Měli zrovna k dispozici pozorovací čas na havajském dalekohledu Keck II, se kterým plánovali pozorovat exoplanetu Fomalhaut b, ale část ho operativně věnovali impaktu na Jupiteru. Pozorování v infračerveném oboru spektra provedená na observatoři Mauna Kea dalekohledy Keck II a IRTF ukázala jasnou skvrnu naznačující zvýšenou teplotu v oblasti okolo místa impaktu o rozloze 190 milionů km². Souřadnice místa dopadu byly 305 stupňů západní šířky a 57 stupňů jižní délky, poblíž Jupiterova jižního pólu.
Z výrazného zjevu skvrny lze usuzovat, že obsahovala množství aerosolů vyvržených do vrchních vrstev atmosféry, podobně jako se stalo i během dopadu komety Shoemaker-Levy 9 v roce 1994. Při pozorování v blízkých infračervených vlnových délkách dalekohledem IRTF detekoval astronom Glen Orton se svým týmem v horních vrstvách jasné stoupající částice a při pozorování ve středních infračervených vlnových délkách možné stopy amoniaku.
Síla výbuchu po dopadu byla tisíckrát větší než jakou vyprodukoval výbuch tzv. tunguského meteoru na Sibiři v červnu roku 1908 a milionkrát silnější než výbuchy atomových bomb svržených na Hirošimu a Nagasaki.

## Impaktor
Podobné události jsou sice relativně vzácné, ale nikoliv výjimečné. Podle studie z roku 2003 dopadají na Jupiter komety o průměru větším než 1,5 kilometru jednou za 90 až 500 let. Podobnou tmavou skvrnu zaznamenal na své kresbě Jupiteru během jednoho pozorování i italský astronom Giovanni Domenico Cassini již roku 1690, a není vyloučeno, že právě tohle bylo první pozorování srážky Jupiteru s cizím tělesem.
Těleso, které zasáhlo Jupiter v červenci 2009, nebylo nikdy spatřeno. Uváží-li se však známé rozměry impaktorů pocházejících z roztrhané komety Shoemaker-Levy 9, pak je velmi pravděpodobné, že mělo průměr pouze několika set metrů.
Astronomové si také dlouho nebyli jisti, zda se jednalo o kometu, planetku či nějaký neznámý malý Jupiterův satelit. Pravděpodobnější se zdálo, že šlo o kometu, neboť dráhy komet kříží oběžné dráhy planet mnohem častěji. V blízkosti oběžné dráhy Jupiteru (asi 5,2 astronomické jednotky od Slunce) by tato případná kometa byla ještě příliš daleko na to, aby vlivem slunečního záření zvýšila svou aktivitu, takže by byla jen stěží zachytitelná. Ovšem později na základě pozorovaných chemických látek uvolněných po impaktu do Jupiterovy atmosféry došli astronomové k závěru, že těleso při dopadu již neobsahovalo žádné významné množství vody. Velké množství pozorovaného oxidu křemičitého lze také vysvětlit jedině jako produkt chemických reakcí následujících po explozi tělesa hluboko v Jupiterově atmosféře. Do takové hloubky však mohlo proniknout jedině silné skalnaté těleso, mnohem slabší jádro komety by toho nebylo schopno. Na základě předpokládané hustoty kamenného objektu kolem 2,5 g/cm³ pak vědci odhadli jeho průměr na 200 až 500 metrů.
Ze studií amerického astronoma George Wetherilla již dříve vyplynulo, že Jupiter svou ohromnou gravitací působí jako štít, který zachytí nebo alespoň odkloní velkou část malých těles mířících do vnitřních částí sluneční soustavy, čímž mimo jiné chrání Zemi. Nebýt toho, Země by byla bombardována tělesy velikosti meteoroidu, jaký pravděpodobně přispěl k vyhynutí dinosaurů, mnohem častěji.

### Viditelnost
Za předpokladu, že by se jednalo o neaktivní kometu nebo o planetku o průměru 1 kilometru, pak by těleso, jež dopadlo roku 2009 na Jupiter, mohlo mít maximální zdánlivou hvězdnou velikost (magnitudu) okolo 25 (Jupiter září asi 130miliardkrát jasněji). Většina prohlídek oblohy zaměřených na hledání planetek využívá širokoúhlých snímků, na nichž nelze zachytit objekty slabší než magnitudy 22 (což jsou tělesa 16krát jasnější než objekty magnitudy 25). Dokonce i detekce malých měsíců Jupiteru, které mají menší průměr než 10 kilometrů, je velmi obtížná a lze provést pouze s použitím těch nejlepších teleskopů. První z těchto velmi malých měsíců, Callirrhoe, byl poprvé pozorován až roku 1999.

## Další impakt
3. června 2010 zaznamenal Anthony Wesley v atmosféře Jupiteru další impakt, ovšem menší než ten z roku 2009. Další amatérský astronom, Christopher Go z Filipín, tuto událost dokonce zaznamenal videokamerou.